# Challenger de Segovia 2015
El torneo Open Castilla y León 2015 es un torneo profesional de tenis. Pertenece al ATP Challenger Series 2015. Se disputará su 30ª edición sobre superficie dura, en Segovia, España entre el 3 al el 9 de agosto de 2015.

## Jugadores participantes del cuadro de individuales
| Favorito | País                            | Jugador                  | Rank1 | Posición en el torneo |
| -------- | ------------------------------- | ------------------------ | ----- | --------------------- |
| 1        | Bandera de España               | Marcel Granollers        | 73    | Semifinales           |
| 2        | Bandera de Alemania             | Dustin Brown             | 81    | Segunda ronda         |
| 3        | Bandera de Alemania             | Matthias Bachinger       | 110   | Primera ronda         |
| 4        | Bandera de España               | Adrián Menéndez-Maceiras | 117   | Segunda ronda         |
| 5        | Bandera de Bosnia y Herzegovina | Mirza Bašić              | 153   | Cuartos de final      |
| 6        | Bandera de Alemania             | Peter Gojowczyk          | 155   | Segunda ronda         |
| 7        | Bandera de Francia              | Vincent Millot           | 162   | Primera ronda         |
| 8        | Bandera de Rusia                | Alexander Kudryavtsev    | 166   | Segunda ronda         |

- 1 Se ha tomado en cuenta el ranking del 27 de julio de 2015.

### Otros participantes
Los siguientes jugadores recibieron una invitación (wild card), por lo tanto ingresan directamente al cuadro principal (WC):
- Marcel Granollers
- Jorge Ruano
- Francisco Blanco París
- Chung Yun-seong

Los siguientes jugadores ingresan al cuadro principal tras disputar el cuadro clasificatorio (Q):
- Georgi Rumenov
- Sébastien Boltz
- Egor Gerasimov
- Nikola Mektić

## Campeones

### Individual Masculino
- Yevgueni Donskói derrotó en la final a  Marco Chiudinelli, 7–6(7–2), 6–3

### Dobles Masculino
- Aleksandr Kudriávtsev /  Denís Molchanov derrotaron en la final a  Aleksandr Bury /  Andreas Siljeström, 6–2, 6–4